# 利托梅日采縣

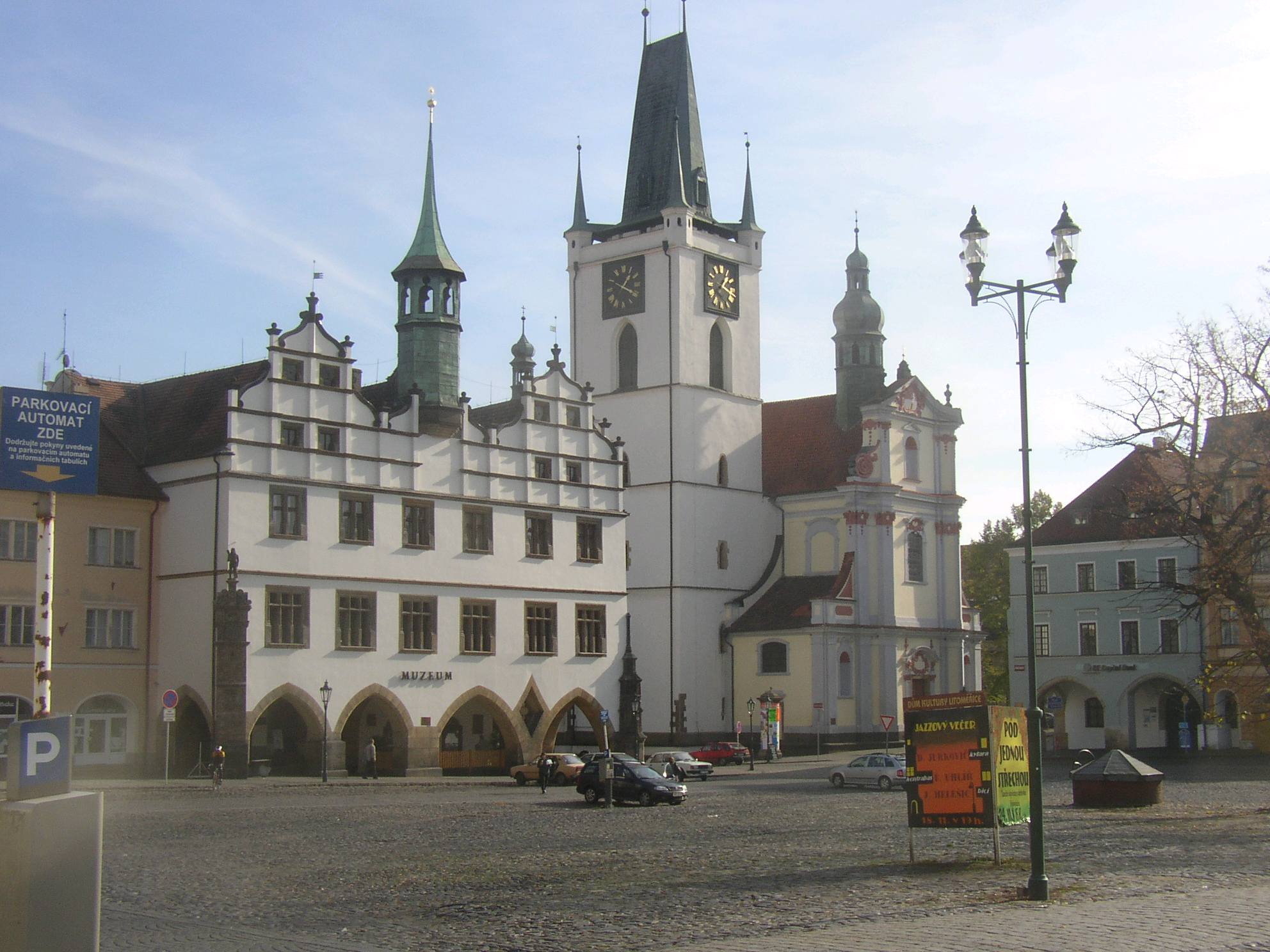

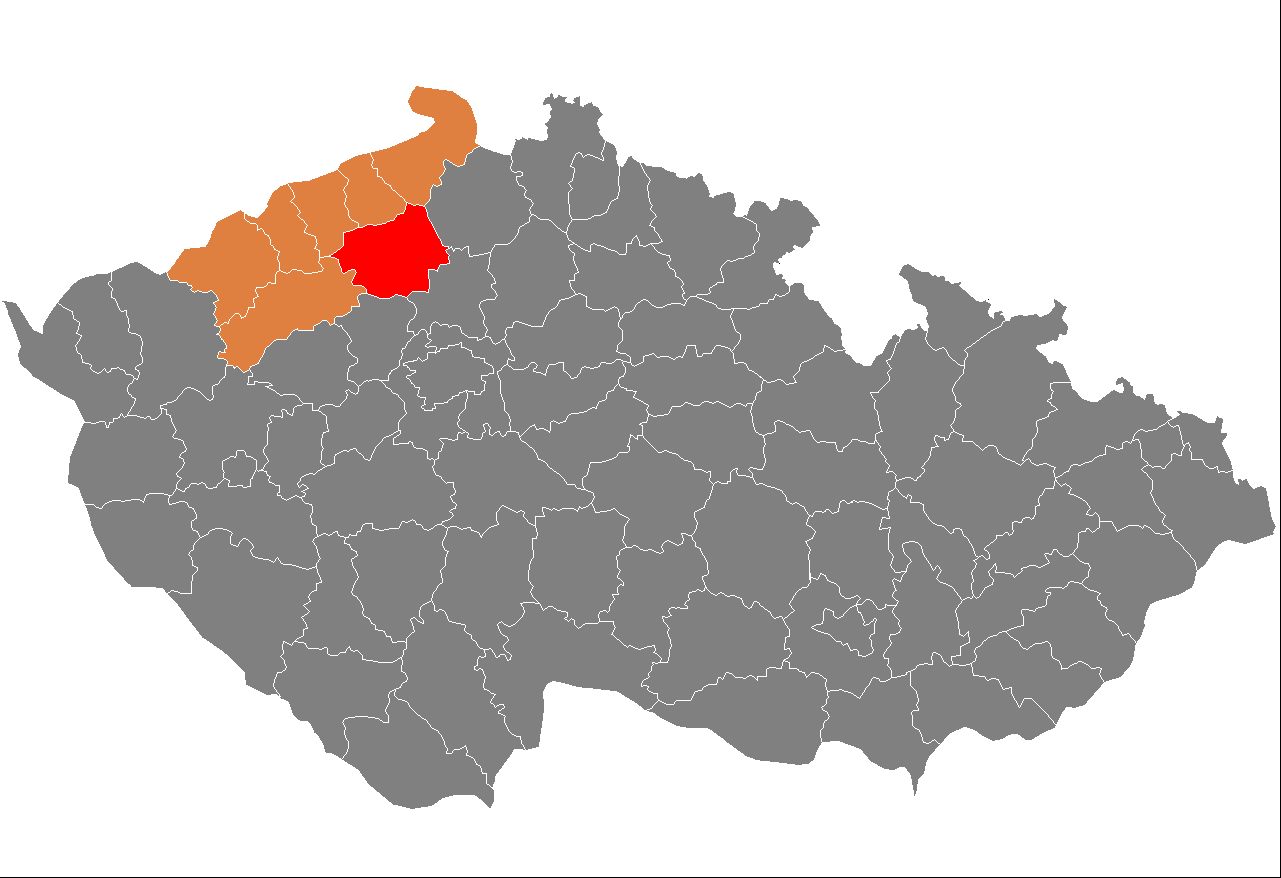

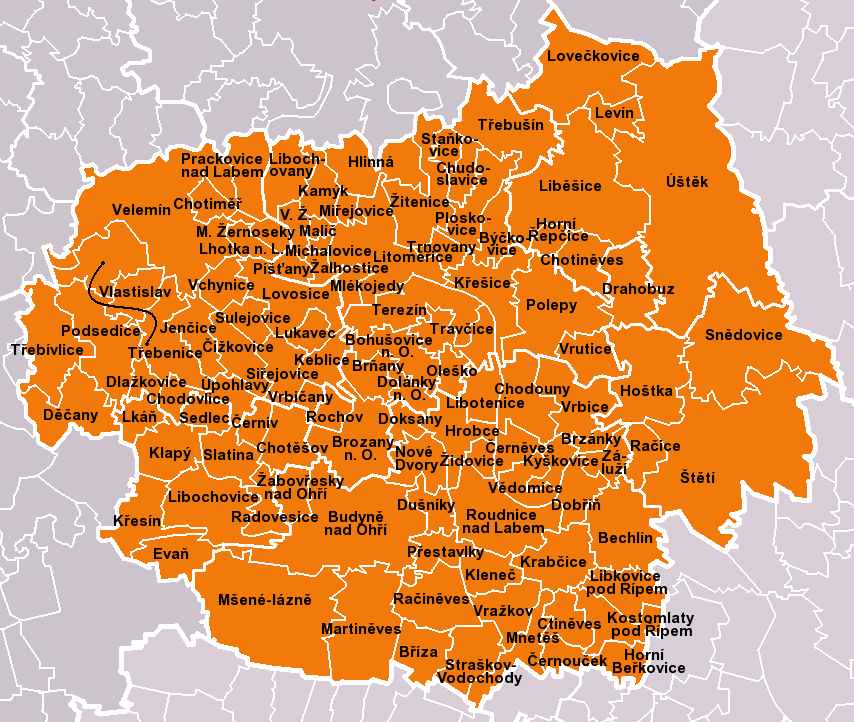

50°32′02″N 14°07′52″E / 50.53389°N 14.13111°E
利托梅日采縣（捷克語：Okres Litoměřice），是捷克的縣份，位於該國西北部，由烏斯季州負責管轄，首府設於利托梅日采，面積1,032平方公里，2009年人口121,425，人口密度每平方公里118人。